# Reederei A. Hansen
Die Reederei A. Hansen entstand 1905 in Flensburg aufgrund der Aufteilung der gemeinsamen Reederei Schmidt & Hansen in zwei Reedereien. Die Reederei A. Hansen wurde 1958 geschlossen.

## Geschichte
Adolph Hansen Senior absolvierte seine Ausbildung bei der Reederei Holm & Molzen und wurde von Reeder Heinrich Schmidt eingestellt, um die der Befrachtung zu übernehmen, um die dieser sich bisher selbst gekümmert hatte. 1895 wurde er Mitinhaber und der Firmenname wurde in Schmidt & Hansen umgewandelt. 1898 bereederten sie bereits 9 Schiffe mit insgesamt 15600 BRT, die vorwiegend Partenreedereien gehörten. 1904 gründeten sie mit der Flensburger Schiffsparten AG eine neue Reederei. Nach dem Eintritt von Schmidts Sohn Heinrich Wilhelm in das Unternehmen kam es zu Spannungen, die dazu führten, dass die Reederei Schmidt & Hansen 1905 gütlich aufgeteilt wurde. Konsul Adolph Hansen übernahm die Korrespondenz der Dampfer Ceres (1), Mars, Juno (1) und Iris' (1).
1958 schloss Adolph Hansen Junior den Reedereibetrieb, da es keinen Nachfolger gab.

## Schiffe

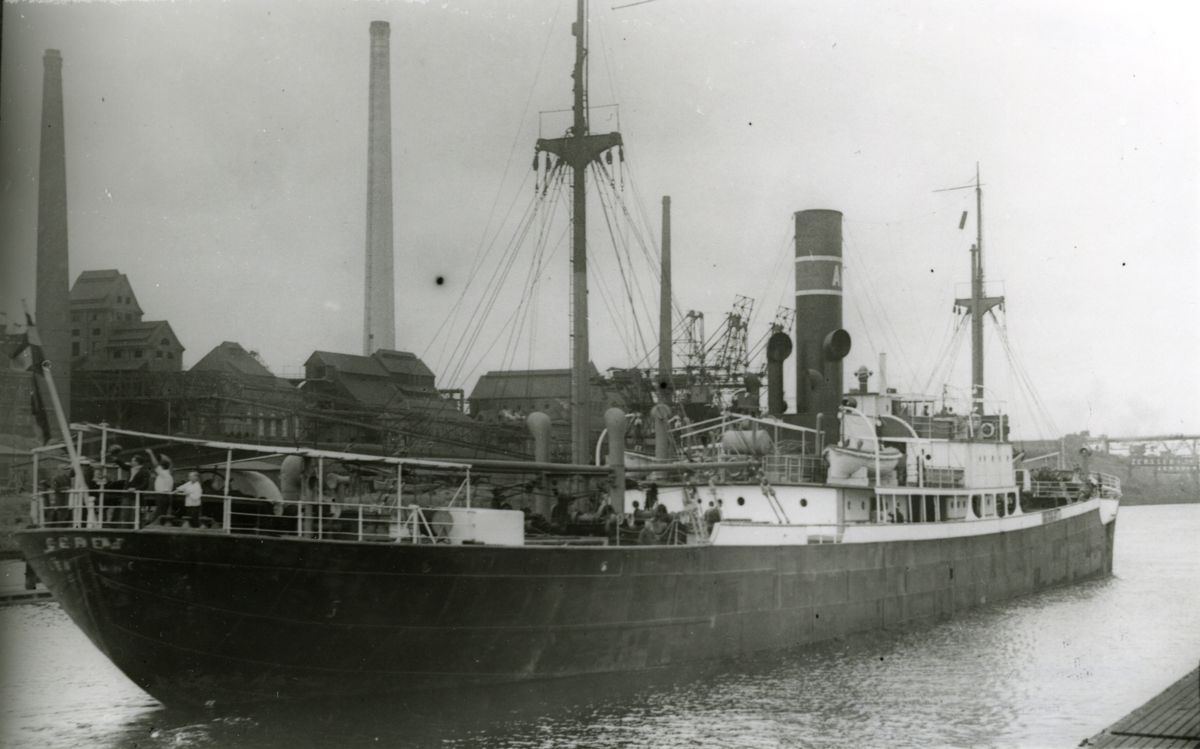
Die Ceres (2) im Nord-Ostsee-Kanal

Der Frachtdampfer Mars (1) mit 2560 BRT und 3950 tdw wurde als Bau Nr. 64 im Dezember 1905 von der Eiderwerft AG (Tönning) an Hansen abgeliefert. Es war der einzige Neubau nach der Aufteilung der Reederei. Er musste nach dem Ersten Weltkrieg 1919 an Großbritannien ausgeliefert werden, ging dann an die belgische Regierung und im September als Cagliari an das Deutsche Reich. Im Zweiten Weltkrieg sank er 1944 nach einem Bombentreffer, wurde 1946 gehoben und in Rijeka abgebrochen.
Im Ersten Weltkrieg gingen die meisten Schiffe verloren – es verblieben die Vesta und Iris. Der Frachtdampfer Mars (2) war mit 989 BRT deutlich kleiner und kam 1922 von den Stettiner Oderwerken zu Hansen. Er wurde 1928 nach Schweden verkauft, lief 1960 vor Griechenland als Ellimina auf ein Riff und sank.
Der Frachtdampfer Juno (2) mit 2040 BRT wurde 1903 von der Rostocker Neptunwerft als Elisabeth an Schuldt abgeliefert und 1924 von Hansen übernommen. Er sank 1945 in Wilhelmshaven bei einem Luftangriff. Auch die folgenden Schiffe waren für die Reederei Hansen keine Neubauten.
Der 1922 von der Lübecker Henry Koch Werft (für H. C. Horn) gebaute Frachtdampfer Mimi Horn kam 1926 zu Hansen, wurde in Ceres (2) umbenannt und 1932 wieder verkauft.

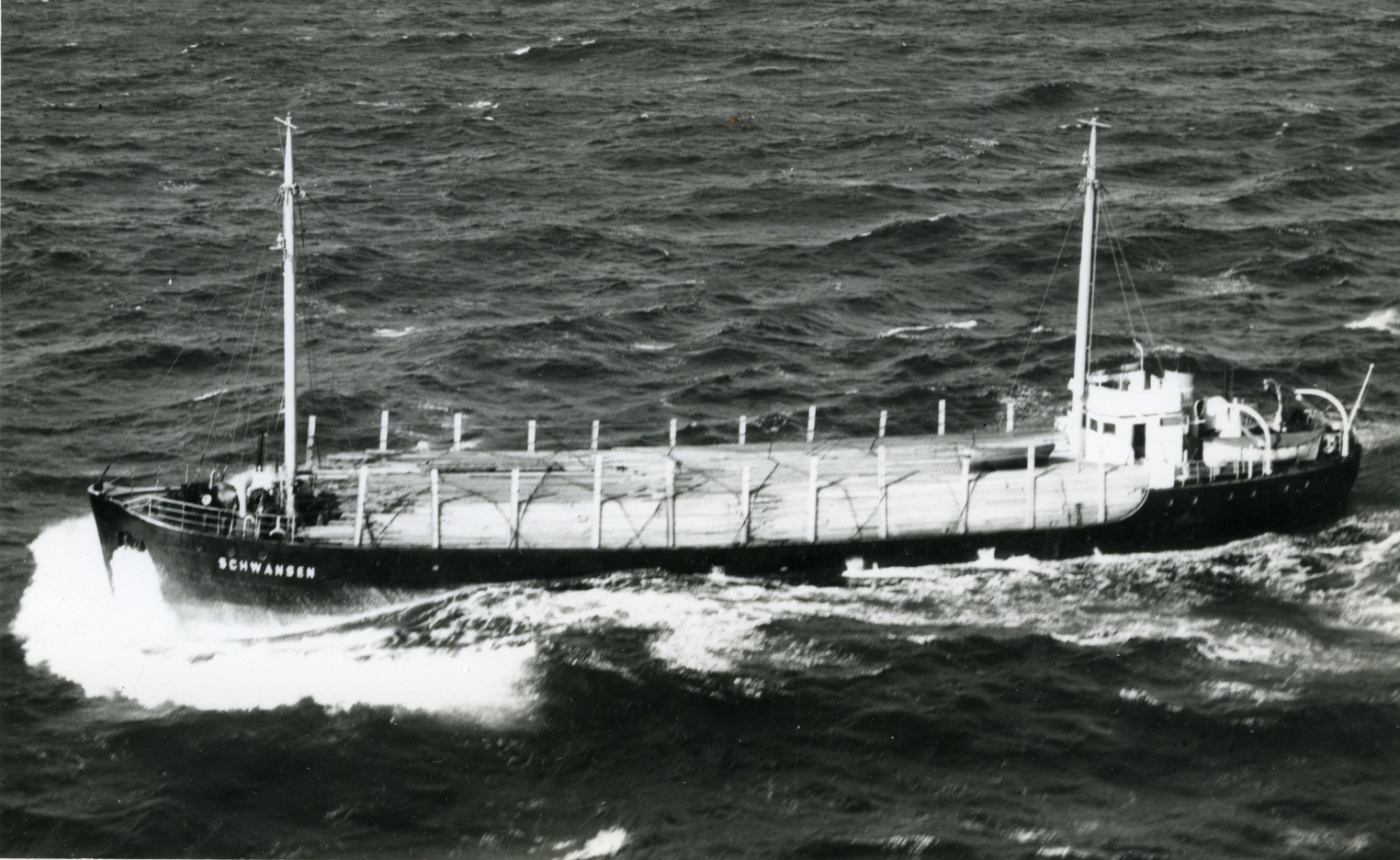
Die 1941 gebaute Schwansen

Der von der Neptunwerft 1909 an Rob. M. Sloman jr. abgelieferte Frachtdampfer Lissabon ging 1929 als Thetis an Hansen und sank 1945 durch Bombentreffer. Der Dampfer wurde gehoben, lief nach mehreren Eignerwechseln unter dem Namen Ourana bei Elba auf ein Riff auf und wurde dann 1962 als Wrack aufgegeben.
Der in Schweden von der Öresundsvarvet für die schwedische Rechnung gebaute 3300 BRT Frachtdampfer Adour wurde 1939 von Hansen übernommen. Er ging 1945 nach einem Bombentreffer vor Aalesund verloren.
Das einzige Motorschiff mit dem Namen Schwansen wurde 1941 mit 560 BRT von der Bremerhavener Rickmerswerft als Kohlenschiff für die Kriegsmarine abgeliefert. Ursprünglich geplant zur Ablieferung an die UdSSR kam sie 1953 zu Hansen, wurde bereits 1958 wieder verkauft und zum Chemikalientanker umgebaut. Im August 1974 wurde sie als Laura Wofsi in Brindisi abgebrochen.